# Jean-Bernard Eisinger
Jean-Bernard Eisinger (* 1. September 1938 in Marseille; † 3. November 2015) war ein französischer Jazzpianist, Filmkomponist und Arzt.

## Leben und Wirken
Eisinger, der im Hauptberuf Arzt war, gründete 1963 mit dem Bassisten (und Kardiologen) Roger Luccioni (1933–2008) das Jazz-Hip Trio, dem außerdem Daniel Humair bzw. an dessen Stelle gelegentlich  Ron Jefferson oder Aldo Romano angehörten. Eisinger spielte u. a. mit Jean-Luc Ponty und Didier Lockwood, für die er auch komponierte; ferner trat er mit in Marseille gastierenden Musikern wie Sonny Stitt, Lee Konitz, Mimi Perrin, Herb Geller, Chet Baker und Art Blakey auf.
Mit seinem Trio legte Eisinger 1967 bei Barclay Records das Studioalbum Jazz en Relief vor; Livemitschnitte von 1977 und 1979 mit Barney Wilen und seinem Le Jazz Hip Trio erschienen auf dem Album Le Jardin Aux Sentiers Qui Bifurquent, Live Inedit Vol. 1 (Jazzoc & Co). Für das französische Fernsehen schrieb er mehrere Filmmusiken, u. a. für die TV-Serie Madame etes-vous libre (Regie Claude Heymann) und den Fernsehfilm L'Araignee (1973, Regie Rémy Grumbach).